# Баджорцы
Баджо́рцы (англ. Bajoran) — вымышленная инопланетная цивилизация гуманоидного типа из научно-фантастической вселенной «Звездного Пути».
Баджорцы — одна из самых древних культур α-квадранта. Во время кардассианской оккупации культурно-историческое наследие баджорцев пострадало, но постепенно восстанавливается. После снятия кардассианской оккупации и открытия Баджорской червоточины баджорцы стали играть одну из главных ролей в квадранте.
Баджорцы впервые появились в эпизоде 1991 года «Энсин Ро» сериала «Звёздный путь: Следующее поколение» и впоследствии были одной из ключевых рас в сериале «Звёздный путь: Глубокий космос 9», а также появлялись в сериале «Звёздный путь: Вояджер». Авторы шоу первоначально изображали баджорцев как угнетенных людей, часто живущих в статусе беженцев, которых при этом сравнивали с различными этническими группами. Рик Берман, который их придумал, сравнил «с „палестинцами“ … людьми в лодках из Гаити — к сожалению, бездомные и террористы, являющиеся проблемой.» Рональд Д. Мур также прокомментировал: «в зависимости от эпизода, вы также можете назвать Баджор Израилем, или Ираном, или даже Америкой, а кардассианцы могут быть немцами, или русскими, или другими примерами…, [но] мы действительно не пытаемся сделать Баджор прямой аналогией какой-либо конкретной современной страны или народа.» Некоторые конкретные баджорцы были включены в несколько серий «Звёздного пути», например Ро Ларен (которую играет Мишель Форбс) в «Следующем поколении», а также ряд других в «Глубоком космосе 9», события которого происходили на космической станции недалеко от Баджора, и в котором фигурировали баджорские персонажи, такие как Кира Нерис (Нана Визитор) и Винн Адами (Луиза Флетчер).

## Физиология
Внешне баджорцы напоминают людей. Наиболее заметное отличие — 4-7 поперечных складок на переносице. Внутреннее строение также сходно с человеческим, хотя имеются и различия. Например, сердце баджорца в отличие от человеческого имеет не вертикальную, а горизонтальную симметрию, поэтому, получив повреждение нижнего желудочка сердца, баджорец может скончаться.
Продолжительность жизни баджорцев больше таковой у людей, но им далеко в этом до вулканцев, эль-ауриан и аксанарцев. Во времена кардассианской оккупации средняя продолжительность жизни баджорцев составляла 78 лет, но после освобождения увеличилась до 137 лет, хотя хроники хранят имена тех, кто дожил и до 165 лет.
Ввиду того, что Баджор — планета с достаточно высокой силой тяжести, баджорцы имеют более укреплённую костную структуру и более крепкое строение в отличие от землян (в этом они схожи с вулканцами). Рукопашные схватки, в которых принимали участие баджорцы, показали, что наиболее уязвимой частью их тела является грудная клетка.
Баджорские женщины вынашивают детей на протяжении пяти месяцев. Мать и ребёнок соединены сетью кровеносных сосудов («полиплацента») (моноплацента, как например у землянок или вулканок, у баджорок не формируется). Во время беременности у баджорских женщин часто развивается синдром бесконтрольного чихания. Это не опасный для жизни, но неприятный симптом, не поддающийся лечению. У беременных баджорок часто отекают ноги, что роднит их с земными женщинами.
Из серии 4-25 следует, что баджорке можно имплантировать человеческий эмбрион с целью сохранения плода. Однако перенести его назад не представляется возможным из-за быстрого роста сети кровеносных сосудов (то есть полиплаценты), и ребёнка приходится донашивать до срока (впрочем, эта особенность была придумана ради того, чтобы объяснить беременность актрисы Наны Визитор без отношения к личной жизни её персонажа Киры Нерис).

## Планета Баджор
Баджор (/ˈbeɪʒɔːr/) — родной мир баджорцев. Баджор — планета класса M, имеющая пять лун. День на Баджоре длится 26 часов. Атмосфера имеет зеленоватый оттенок; в результате океаны, рассматриваемые из космоса, будут казаться более зелеными, чем синими.
Баджор, седьмая планета в системе, вращается вокруг звезды Баджор-Б в Баджорском секторе. Другие обитаемые планеты Баджорской звездной системы включают Андрос (Баджор VIII), планету класса К (похожую на Марс) и пятую луну Баджора, Джераддо.

## История

### Древняя история Баджорцев
Баджорская цивилизация зародилась за 500 000 лет до н. э. Вероятно, с того момента она не один раз приходила в упадок и возрождалась. Первым известным государством является Баджорская первая республика, которая существовала в период с 23 000 по 18 000 годы до н. э. Древним баджорцам были хорошо известны математика, философия, они имели развитое искусство. Также эта цивилизация славилась своим градостроением: Б'Хала — один из лучших его образцов.
Следующая фаза развития баджорского общества наступила примерно за 8 000 лет до н. э. с обнаружением таких древних артефактов, как Слёзы пророков, которые считались утерянными. Эти артефакты должны были ознаменовать новую эру духовной связи между баджордцами и их богами. К XVI столетию н. э. баджорцы освоили досветовые скорости и приступили к исследованию своей звездной системы. Возможно, что в предыдущие 500 000 лет баджорцы неоднократно выходили в глубокий космос, но достоверных сведений об этом нет.

### Кардассианская оккупация
Оккупация Баджора — период в истории баджорцев, когда с 2328 по 2369 г. родной мир этой расы был оккупирован Кардассианским союзом. За время оккупации кардассианцы успели создать хорошо скоординированную систему эксплуатации ресурсов планеты с использованием принудительного труда. Имел место явный ползучий геноцид баджорцев. Такие действия положили начало ожесточённому сопротивлению со стороны баджорцев. Повсеместно создавались партизанские отряды — ячейки сопротивления, использовавшие диверсионно-террористическую тактику для отстаивания прав на родной мир. В результате кардассианцы были вынуждены покинуть планету. За время оккупации многие баджорцы покинули родину и рассеялись по Галактике (в том числе довольно многие баджорцы поселились в Федерации). Но их жизнь в лагерях для беженцев мало отличалась от жизни в концентрационных лагерях на Баджоре. Пример — Вало II.

### Независимый Баджор
В 2369 году, после более чем 40 лет кардассианского гнёта, баджорцы обрели свободу. Кардассианцы не смогли противостоять непрерывным террору и диверсиям баджорского сопротивления. Поскольку Баджор обрёл свободу не только благодаря партизанам, но и благодаря Объединённой федерации планет, станция Терок Нор (ориг. Terok Nor) была переименована в «Глубокий космос 9» и Баджор и Федерация стали использовать её совместно.
Баджор подал заявку на вступление в Федерацию в 2373 году, но отозвал её. (Эмиссар Пророков, он же комендант станции Глубокий космос 9, настоятельно порекомендовал баджорцам повременить со вступлением в Федерацию и сделать это после окончания войны против Доминиона). Несмотря на это, оба правительства поддерживали очень тёплые отношения. После капитуляции Доминиона Баджор вновь подал заявку на вступление в Федерацию, и заявка была удовлетворена.

### Война с Доминионом
До того, как началась война с Доминионом, у Баджора имелся пакт о ненападении с этим союзом. Это уберегло Баджор от фактической аннексии и последующей принудительной смены правительства, после того как Доминион захватил в том же 2373 году станцию «Глубокий космос 9» и Федерация потеряла над ней контроль. Но когда в 2374 году Звёздный флот вновь вернул станцию под свой контроль, Баджор расторг пакт о ненападении с Доминионом и вступил в войну против Доминиона наравне со всеми. Война продолжалась до 2375 года, пока на станции «Глубокий космос 9» не был подписан мирный договор. После окончания войны против Доминиона, Баджор вновь подал заявку на членство в Федерации.

## Культура и общество

### Баджорский язык
Баджорский язык — система существующих и исчезнувших языков, распространённых на Баджоре. Наиболее распространенным диалектом баджорского языка является современный баджорский, но есть и более старые, и часто используемые религиозные диалекты.
Баджорская письменность графически напоминает египетскую и доколумбовую индейскую иероглифическо-пиктографическую письменность Земли и состоит из квадратных символов. Они текучие и состоят из толстых линий. Большое количество различных символов, которые можно использовать в любом из 8 вращений (нормальный, с вращением на 90 градусов, с вращением на 180 градусов и т. д.). Это дает примерно 200 символов в письменности. Как и в других формах инопланетного письма в «Звёздном пути», перевода этих символов не существует. Баджорский язык может быть записан как в вертикальных столбцах сверху вниз, расположенных справа налево, так и в горизонтальных строках слева направо, расположенных сверху вниз.

### Религия
Баджорская религия, также называемая путем пророков, является главной объединяющей силой на планете. Эта религия, в отличие от многих других в галактике, уникальна тем, что божества, связанные с религией, на самом деле являются расой вневременных (нелинейных) инопланетян, существующих в реальности и живущих внутри баджорской червоточины — Небесного Храма.

#### Пророки
Пророки, или «инопланетяне червоточины» (как их называют большинство не-баджорцев), существуют в червоточине между Альфа- и Гамма-квадрантами, Альфа-конец находится в Баджорской системе. Баджорский народ называет эту червоточину и дом пророков Небесным Храмом. Пророки существуют как вневременные существа, и их первая (известная) встреча с материальными существами (в частности, Бенджамином Сиско) приводит к долгому и запутанному разговору о том, как работает линейное время. Их мотивы остаются неясными; несколько раз они заявляют о своей незаинтересованности в физическом мире, хотя активно участвуют в физическом мире от имени Баджора и её народа.
Пророки также считаются создателями священных предметов, называемых шарами или «слезами пророков». Эти шары существуют как кристаллические, в форме часового стекла, светящиеся объекты, по-видимому, плавающие в их контейнерах. Хотя сферы не поддаются научному анализу, они стимулируют то, что известно как «опыт сферы», видения и образы, которые оказывают измеримое влияние на нервную систему гуманоидов. Однако спорно, являются ли переживания сферы, на самом деле, фактическими переживаниями или просто мечтами или галлюцинациями. Существуют сферы, известные как сферы мудрости, пророчества, перемен, времени и Эмиссара. Сфера времени оказывает влияние на физическую материю, о чём свидетельствуют её взаимодействия с звездолетом «Дефайнт» в эпизоде «Испытание триблами» (DS9). Кроме того, сфера Эмиссара, кажется, напрямую связана с Бенджамином Сиско, который рассматривается как Эмиссар Пророков на Баджоре.

#### Пау
Другим аспектом религии является Пау (ориг. Pagh) (грубо переводится как «бессмертная душа»). Если человек следовал воле пророков, его Пау «чист», и ему будет позволено войти в Небесный Храм и жить с Пророками. Баджорские духовные лидеры, такие как Кай и Ведеки, могут почувствовать Пау другого, ущипнув мочку уха, хотя многие находят это изучение немного тревожным.
Свою Пау также могут украсть Призраки Па, члены расы «инопланетян червоточины», которые были изгнаны из червоточины за то, что они были злыми. Призраки Пау, также известные как Косст Амоджан (баджорск. — «быть изгнанными»), работают против Пророков, пытаясь навязать свое собственное утверждение о том, что они «истинные боги Баджора».

#### Практическая деятельность
Религиозные обычаи неясны. Баджорская религия предполагает регулярные богослужения, целью которых является обучение «воле пророков». Медитация и молитва (либо в группах, либо в частном порядке) обычно используются, но не строго соблюдаются. Есть некоторые ортодоксальные религиозные группы, отрицающие научный взгляд на баджорскую религию (в особенности — научную интерпретацию червоточины) и религиозные убеждения других видов, но это небольшое меньшинство, с относительно небольшой поддержкой среди баджорцев. В эпизоде «Следующего поколения» «Следующая фаза» Ро Ларен упоминает, что некоторые традиционные баджорские похоронные обряды могут продолжаться более трех часов.
До событий сериала «Глубокий космос 9» баджорское общество было социально стратифицировано; по религиозному указу место человека в обществе определялось его кастой (или д’жаррой). Когда Кардассианская Империя оккупировала Баджор, система д’жарра была заброшена, чтобы все баджорские граждане могли стать солдатами и сражаться в сопротивлении. Когда Акорем Лаан попытался восстановить систему д’жарра в 2372 году, это поставило под угрозу заявление Баджора о членстве в Объединённой федерации планет, поскольку дискриминация по кастовому признаку была специально запрещена уставом Федерации.
Подобно христианству, в неканоническом романе «Deep Space Nine Relaunch» рассказывается о существовании формы «отлучения» от баджорской веры: когда Кира Нерис вмешивается в растущую гражданскую войну, несмотря на то, что Ассамблея Ведеков приказала не делать этого, она объявлена «нечестивой» и больше не может посещать баджорские службы, входить в храмы или читать баджорские священные тексты.

#### Иерархия
Иерархия баджорской церкви ни разу не была объяснена очень подробно, хотя кое что известно:
Титулы в баджорской церкви включают в себя «Прайлар» (примерно соответствует христианским монахам), «Ранджен» (между Прайлар и званием, которому делегируются выполнения каких-то задач), «Майлар» (священник или министр, упомянутый в «узах крови и воды»), «Ведек» (кардинал, епископ) и «Кай» (эквивалент папы в католической церкви или патриарх в православной церкви). Все эти чины открыты как для мужчин, так и для женщин, а священнослужители вольны вступать в брак и иметь детей.
Ведеки, второй высший чин, входят в Ассамблею Ведеков, которая отвечает за духовные вопросы баджорского народа. Новый Кай избирается Ассамблеей Ведеков (примерно по аналогии с тем, как Коллегия кардиналов избирает нового папу) из числа членов Ассамблеи.
Кай — это духовный лидер. Она или он имеет большое влияние на баджорское правительство, несмотря на отсутствие официальной власти. После ухода Кай Опаки в 2369 году, избрание нового Кай из числа членов Ассамблеи Ведеков привело к избранию Кай Винн Адами, которая оставалась Кай до своей смерти в 2375 году.
Одна из центральных фигур баджорской веры известна как «Эмиссар» — существо, являющееся непосредственным проводником и исполнителем воли Пророков. Бенджамин Сиско, офицер Звёздного Флота, стал Эмиссаром, когда впервые вступил в контакт с Пророками в червоточине, и загадочные существа говорили с ним несколько раз, чтобы доставить сообщение или выполнить их задание. Хотя его роль никогда не была полностью ясной (и сам Сиско был явно не в себе в течение первых нескольких лет), баджорцы уважали и восхищались Сиско как своим Эмиссаром, и он провёл Баджор через различные трудности. Эмиссар, исполняющий волю Прроков, обладает ещё большей религиозной и светской властью, чем Кай или первый министр Баджора. Так, даже политически амбициозная Кай Винн неоднократно искала совета и наставления у Эмиссара, а Акорем Лаан смог единолично восстановить соблюдение устаревшей кастовой системы д’харра в 2372 году, когда ненадолго претендовал на звание Эмиссара.

#### Призрак Па
Призраки Па (также известны как призраки Пага, Баджорские призраки душ, ориг. Pah-Wraith) — враги баджорских Пророков. Баджорские религиозные тексты утверждают, что призраки па когда-то жили в Небесном Храме (Баджорской червоточине) вместе с пророками и, подобно им, являются подобными вневременными существами. Однако они были изгнаны из небесного храма и сосланы в Огненные пещеры на Баджоре за свою злобу и желание захватить власть над Небесным Храмом. Согласно древним баджорским текстам, Призраки Па были «лжепророками». В то время как Пророки аналогичны ангелам или даже богам, Призраки Па аналогичны демонам.
Подобно Пророкам, они способны вызывать видения в материальных существах, проявляясь в виде знакомых фигур в видениях, а также завладевать телами гуманоидов. Призраки Па жаждут отомстить Пророкам, которые изгнали их из червоточины, и вернуть себе власть над ней. Кейко О’Брайен, жена шефа инженерной службы станции «Глубокий космос 9» Майлза О’Брайена, была на короткое время одержима Призраком Па в почти успешной попытке уничтожить пророков (эпизод «Назначение»).
Подобно христианскому Сатане, Косст Амоджан («лукавый») был Пророком, изгнанным из Небесного Храма после неудачной попытки захватить власть, вместе с другими Призраками Па, которые похожи на падших ангелов в христианстве. В ряде других случаев Призраки Па попытались покинуть свою физическую тюрьму (Огненные пещеры на Баджоре) и вернуться, чтобы взять под контроль Небесный Храм, но ни одна из этих попыток не увенчалась успехом. На Баджоре по-прежнему существует меньшинство, поклоняющееся Призракам Па, как истинным Пророкам, но их обычно избегают как изгоев и еретиков.
В эпизоде «Расчёт» Эмиссар (Бенджамин Сиско) выпустил Призрака Па и Пророка из древнего артефакта. Эти существа сражались на вратах в Небесный Храм (космическая станция «Глубокий космос 9»). В битве Пророк вселился в тело Киры Нерис, в то время как Призрак Па — в тело Джейка Сиско.
В эпизоде «Слезы пророков» Гал Дукат выпустил на волю Призрака Па из древней реликвии, который овладел его телом. Будучи одержимым, Дукат убил Джадзию Дакс и использовал сферу созерцания на «Глубоком космосе 9», чтобы Призраки Па могли вернуться в червоточину и запечатать вход. Однако, когда Сиско нашел сферу Эмиссара несколько месяцев спустя (в эпизоде «Тени и знаки»), червоточина вновь открылась, и Призрак Па был снова изгнан.
Несмотря на это, культ Призраков Па стал более популярным на Баджоре в качестве альтернативы религии Пророков, после того как многие баджорцы почувствовали, что Пророки покинули их из-за закрытия червоточины. Одно время, Дукат даже создал свой собственный культ Призраков Па на заброшенной космической станции Эмпок Нор.
В финале сериала в эпизоде «То, что ты теряешь», Дукат и Винн Адами пытаются освободить Призраков Па из их тюрьмы, расшифровав древний текст, написанный в книге Косст Амоджан, который действует как ключ. Винн, которая на короткое время отказалась от своей веры в Пророков после того, как у неё было видение от Призраков Па, в конечном счете была убита Дукатом, при попытке остановить его. В конце концов, Сиско и Пророки побеждают Дуката и Призраков Па, и вновь заключают их в Огненные пещеры навсегда, уничтожив древнюю книгу, которая могла освободить их, не позволяя им более угрожать Небесному Храму.

### Имена
Баджорцы традиционно фамильное имя помещают перед личным именем. Таким образом, например, в полном имени Киры Нерис: «Кира» — фамильное имя (фамилия), а «Нерис» — личное имя.

### Ритуал рождения ребёнка
Рождение ребёнка происходит в присутствии семьи и акушера. Цель ритуала состоит в том, чтобы посредством особой методики дыхания, ритмичной ударной музыки и запаха ладана сделать процесс рождения ребёнка безболезненным. Однако рождение должно происходить в определённый временной отрезок, иначе уровень эндорфинов в крови матери приблизится к токсичному уровню. Когда ребёнок рождается произносятся следующие слова: «Пробудившееся дитя, мы с любовью приветствуем тебя в этом мире…».

## Политика

### Временное правительство
Временное правительство было создано после того, как в 2369 году закончилась кардассианская оккупация Баджора. Оно состояло из Совета выборных должностных лиц во главе с первым министром и отвечало за управление планетой и в определённой степени станцией «Глубокий космос 9». Эпизод из трех частей, «Возвращение домой», «Круг» и «Блокада», показал сюжетную линию о Временном правительстве и его неспособности разрешить взрывную политическую ситуацию. Сразу же после ухода кардассианцев многие персонажи считали, что Временное правительство рухнет в течение нескольких недель, что приведет к гражданской войне (которую кардассианцы могли бы использовать в качестве предлога для возвращения к «восстановлению порядка»). Командующему станцией Бенджамину Сиско удалось убедить Кай Опаку заявить о поддержке баджорской религиозной верхушкой нового правительства, что предотвратило его крах. В первые сезоны телесериала Временное правительство было шатким и неустойчивым, но со временем к более поздним сезонам оно стало более стабильным, особенно после избрания первым министром Шакаара.

### Баджорская армия
Баджорское ополчение было военным подразделением Баджорского Временного правительства, первоначально состоявшим из многих бывших бойцов сопротивления после оккупации Баджора. Структура была сопоставима с армией Земли, с аналогичными рангами. Баджорские офицеры были организованы по дивизионной специальности, носили разные цвета униформы(аналогично Звёздному флоту). Высшие офицеры носят более сложную версию обычной служебной формы.
Офицеры милиции, как правило, являются выпускниками Баджорской Военной академии, хотя многие комиссии присуждаются на основе продемонстрированных навыков и заслуг солдат, которые участвовали в сопротивлении оккупации.
Ополчение совместно со Звёздным флотом управляло станцией «Глубокий космос 9». С 2369 по 2375 годы станцией командовал офицер командного уровня Звёздного флота, а исполнительным офицером был член милиции. Когда командир станции капитан Сиско исчез в конце 2375 года, его советник, полковник Кира Нерис, приняла командование.
В девятом эпизоде «Восторг» сериала «Звёздный путь: Глубокий космос 9» говорилось, что если Баджор присоединится к Объединённой федерации планет, большая часть баджорского ополчения будет поглощена Звёздным флотом. В неканоническом перезапуске романа «Звездный путь: Глубокий космос 9. Возобновление» это произошло в 2376 году.
Среди известных членов баджорского ополчения были майор Кира Нерис и глава службы безопасности станции Одо.

### Кай
Кай — духовный лидер Баджорского народа. Этот человек может быть как мужчиной, так и женщиной, состоять в браке и даже иметь детей. Кай избирается на выборах, проводимых Ассамблеей Ведеков, из числа Ведеков. Он или она также, кажется, имеет значительное политическое влияние на Баджоре. Правительство возглавляет первый министр, хотя баджорцы обычно слушают все, что говорит Кай.
Когда силы Звёздного флота первоначально прибыли на космическую станцию «Глубокий космос 9», Кай была женщина по имени Опака Сулан. Она познакомила Коммандера Сиско со сферой или слезой пророков и первой открыто назвала его «Эмиссаром». Опака была официально объявлена «пропавшей без вести» во время сопровождаемой поездки через баджорскую червоточину, когда она обнаружила две враждующие расы на одной из планет Гамма-квадранта и решила остаться с ними в надежде на мирное урегулирование их конфликта. Со временем на её место вышли два ведущих кандидата. Одним из них была Ведек Винн Адами — член небольшого консервативного ордена на Баджоре, который питал антифедеральные чувства. Другим был Ведек Барайл Антос, который был советником Ведека Винн и убедил её принять более примирительное отношение к Федерации и командиру Сиско. Барайл считался наиболее вероятным кандидатом на пост Кай, но политические манёвры Кай Винн вынудили его снять свою кандидатуру в пользу Винн.
Кай Винн позже попыталась укрепить свою власть после смерти Баджорского первого министра, отказавшись от соглашения, которое предыдущее правительство заключило с некоторыми обездоленными баджорскими фермерами, и рискуя гражданской войной. Майор Кира Нерис убедила своего старого друга и лидера ячейки сопротивления Шакаара Эдона баллотироваться на выборах в оппозицию Кай Винн, чтобы помешать ей получить полный контроль над Баджором. Кай Винн отказалась от намерения занять пост первого министра, когда Кира пригрозила разоблачить её двуличие, и Шакаар был избран на пост первого министра.
Позже, в начале войны за Доминионом, капитан Сиско убедил Кай Винн, а также Совет Министров подписать договор о ненападении с Доминионом; Сиско хотел убедиться, что Баджор не будет участвовать в боевых действиях, чтобы все, чего они достигли за последние пять лет, не было уничтожено войной.
С окончанием войны за Доминион Кай Винн испытала искушение присоединиться к кардассианцу Дукату, который был хирургически изменён, чтобы предстать баджорцем, в поклонении Призракам Па. Когда она узнала, кто этот человек на самом деле, она была ошарашена, обнаружив обман. Когда она обратилась за советом к полковнику Кире, Кира посоветовала Винн, что вину можно будет искупить, если та уйдёт с поста, но Винн отказалась.
Кай Винн отвернулась от Пророков и стала орудием Призраков Па. В последние мгновения своей жизни Кай Винн вернулась к Пророкам и попыталась бросить книгу Косст-Амоджан в огненную бездну. Затем она была поглощена и убита Призраками Па, оставив пост Кай снова вакантным в конце телесериала «Глубокий космос 9». В не канонической «MMORPG Star Trek Online», происходящей через 30 лет после событий «Глубокого космоса 9», Кира Нерис в конечном итоге становится Кай.

### Первый министр
Первый министр Баджора — это пост, аналогичный премьер-министру. Первый министр является главой Баджорского правительства и главой государства, а также выполняет функции главы Палаты министров, баджорского законодательного органа. (Отдельная организация — Ассамблея Ведеков — служит консультативным органом Кай.)
Первые министры с 2370 года:
- Яро Эса
- Калем Апрен
- Винн Адами (исполняющая обязанности)
- Шакаар Эдон

## Известные Баджорцы
- Кай Опака Сулан
- Кай Винн Адами
- Ведек Барайл Антос
- Первый Министр Шакаар Эдон
- Полковник Кира Нерис
- Лейтенант Ро Ларен
- Ли Налас
- Доктор Мора Пол
- Энсин Сито Джаха
- Тора Зиял (наполовину кардассианка)
- Лита
- Акорем Лаан, поэт XXII века
- Тана Лос